# توصيل البيتزا

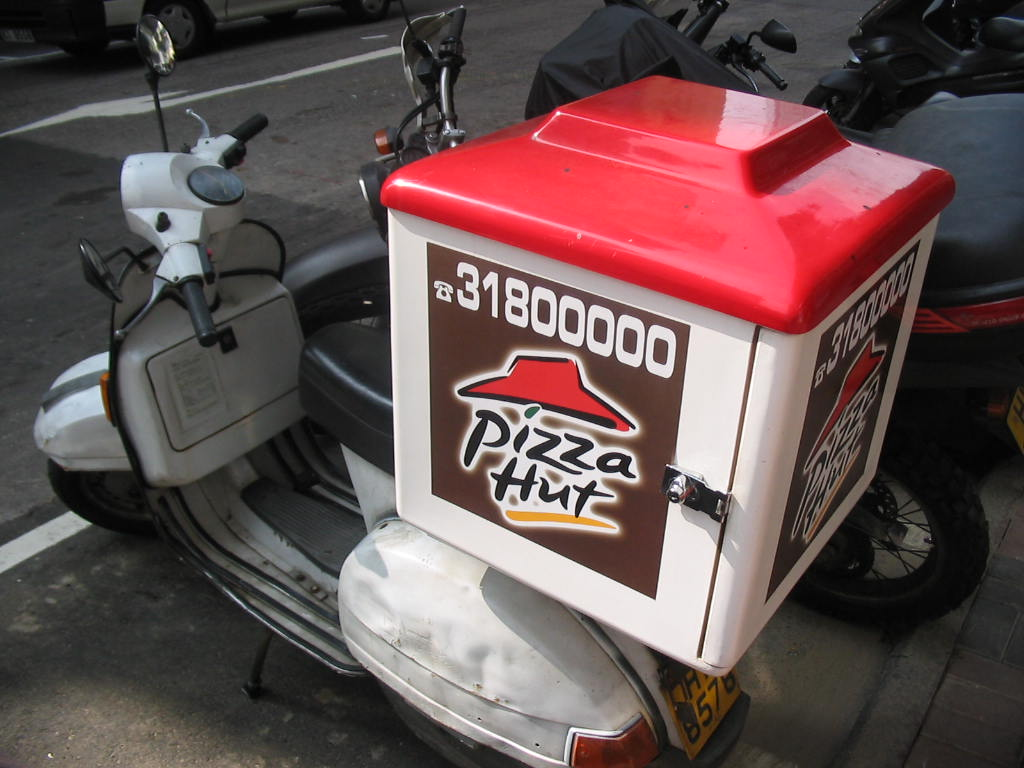
دراجة لتوصيل البيتزا لمطعم بيتزا هت في هونغ كونغ

توصيل البيتزا هو عبارة عن خدمة يقوم بها مطعم بيتزا أو سلسلة مطاعم بيتزا بتوصيل البيتزا إلى الزبون. عادةً يتم الطلب من خلال الهاتف أو عبر الأنترنت حيث يمكن للزبون ان يختار نوع البيتزا وحجمها بالإضافة إلى مواد أخرى، غالباً ما تتضمن المشروبات الغازية. قد يتم تسليم البيتزا في علب من الورق المقوى أو حقيبة تسليم. يكون التسليم عن طريق السيارة أو الدراجات النارية أو الدراجات الهوائية. يمكن للزبون وحسب الجهة التي قام بالطلب منها أن يقوم بالدفع عن طريق الإنترنت أو شخصياً من خلال الدفع بالنقود أو بطاقة الائتمان أو بطاقة السحب الالي أو غيرها من الوسائل الأخرى. وفي بعض الأحيان تدفع رسوم التوصيل على الرغم من كون التوصيل المجاني شائعاً ايضاً.

## الطلب

سيارة من نوع اولدزموبيل اليرو مستخدمة في توصيل البيتزا

عادةً ما ينطوي طلب توصيل البيتزا على التواصل مع مطعم محلي أو سلسلة مطاعم البيتزا عن طريق الهاتف أو عبر الإنترنت. يتوفر طلب البيتزا عبر الإنترنت في العديد من الدول حيث تتيح بعض سلسلة مطاعم البيتزا قائمة الطعام والطلب الكترونياً.
وقد بقي مجال توصيل البيتزا مواكباً مع التطورات التكنولوجية منذ الثمانينات من القرن الماضي، بدءا من ضهور الحاسوب الشخصي.
يوجد هنالك برامج كمبيوتر متخصصة في عمل توصيل البيتزا لتحديد أكثر الطرق كفاءةً لشركات التوصيل وكذلك تتبع الطلبية وأوقات توصيلها بشكل محدد، وإدارة المكالمات والطلبات عن طريق برمجيات نقاط البيع، والعديد من الوظائف الأخرى. يتم استخدام النظام العالمي لتحديد المواقع منذ عام 2008 للرصد الاني عن طريق الزبائن لمركبات التوصيل من خلال الإنترنت.
بعض مطاعم البيتزا كسلسلة مطاعم بيتزا بيتزا الواقعة في كندا وبالتحديد مقاطعة أونتاريو تشمل ضماناً للتوصيل خلال فترة زمنية محددة مسبقاً. على سبيل المثال، فإن مطعم دومينوز للبيتزا قام بحملة تجارية في الثمانينيات وأوائل تسعينيات القرن الماضي والتي ضمنت توصيل البيتزا خلال 30 دقيقة. كان الضمان هو 3 دولارات من السعر النهائي إذا أُنتُهِكَ الوقت، لكن في وقتنا الحالي فتعرف ب«30 دقيقة وإلا كان مجاني». تم إلغاء هذا العرض في الولايات المتحدة الأمريكية سنة 1993 بسبب ارتفاع الدعاوى القضائية اثر الحوادث التي تسبب بها سائقي التوصيل المسرعين، لكن ما تزال بعضل الدول مستمرة بعرضها هذا. بعض مطاعم البيتزا التي لا تمنح أي ضمانات فإنها تقوم بإخطار الزبون بإطار زمني تقريبي لموعد وصول الطلب  من دون تقديم أي ضمانات بشأن وقت التسليم الفعلي.
وفقاً لمطعم دومينوز، فأن عشية رأس السنة الجديدة هو من أكثر الايام التي يتم توصيل البيتزا فيها بالإضافة إلى مباراة السوبر بول يوم الأحد، وعيد القديسيين، ويوم السنة الجديدة، واليوم الذي يسبق عيد الشكر. قد تسبب ايضاً الاحداث المفاجئة في زيادة عمليات توصيل البيتزا; على سبيل المثال، صرح مطعم دومينوز بأن مبيعاتهم خلال قضية جريمة أو جاي سيمبسون كانت بحجم مبيعاتهم في مباراة السوبر بول يوم الأحد.

## الكُلفة
على مدى عقود «التوصيل مجاني» كان مألوفاً كشعار جميع مطاعم البيتزا تقريباً. في استراليا يتم إعطاء جزءاً من أجرة التوصيل إلى السائق حيث أن المطعم مُجبر على دفع تكاليف السائق نضراً لاستخدامه عجلته الخاصة.
يُنسب الفضل إلى مطعم دومينوز بيتزا في تعميم التوصيل المجاني للبيتزا في الولايات المتحدة. في سنة 1999 بدأت بيتزا هت بتجربة توصيل البيتزا بسعر 50 سنت في 10 متاجر في منطقة دالاس فورت وورث. بحلول أواسط عام 2001 تم تنفيذها بنسبة %95 من المطاعم التابعة للشركة والبالغ عددها 1749 في الولايات المتحدة، وبعدد أقل في المطاعم المملوكة لأصحاب الامتياز البالغ عددها 5250 مطعم. بحلول عام 2002, كانت هناك نسبة صغيرة من المتاجر أو الوكالات التي تمنحها شركات البيتزا الأمريكية مثل دومينوز وبابا جونز يتقاضون رسوم توصيل قدرها 50 سنتاً إلى 1.50$ دولار، بالإضافة إلى بعض وكالات مطعم قيصر الصغير والتي تقاضت رسوم التوصيل ايضاً. في عام 2005 قام مطعم بابا جونز بتنفيذ رسوم التوصيل في أغلب المتاجر التابعة للشركة.
في بعض البلدان، فمن الشائع ان تعطي الشخص الذي يقوم بتوصيل البيتزا بقشيش اختياري عند الدفع للطلب. يعتبر إعطاء البقشيش مقابل توصيل البيتزا شيء مألوف في كندا والولايات المتحدة. تختلف الآراء بشأن المبلغ المناسب اختلافاً كبيراً. الموظفون ملزمون قانونياً بالإبلاغ عن البقشيش لرب العمل لأغراض ضريبة الدخل، في حين إن المتعاقدين المستقلين والذي من الممكن أن يفرض رسم على كل عملية توصيل إلى المطعم، ملزمون قانونياً بالإبلاغ عن البقشيش إلى دائرة الإيرادات الداخلية.